# Dorcadida bilocularis
Dorcadida bilocularis is een keversoort uit de familie boktorren (Cerambycidae). De wetenschappelijke naam van de soort is voor het eerst geldig gepubliceerd in 1846 door White.